# قاي فينلي
قاي فينلي (بالإنجليزية: Guy Finley)‏ هو فيلسوف وكاتب أغاني وموسيقي أمريكي، ولد في 22 فبراير 1949.

## وصلات خارجية
- قاي فينلي على موقع ديسكوغز (الإنجليزية)